# Estación Puan
Puan es una estación ferroviaria ubicada en la ciudad del mismo nombre, partido de Puan, Provincia de Buenos Aires, Argentina.

## Servicios
Es una estación que pertenece al Ferrocarril General Roca. No presta servicios de pasajeros, sin embargo por sus vías corren trenes de carga, a cargo de la empresa Ferroexpreso Pampeano.